# Bayerischer Fechterverband
Der Bayerische Fechterverband (BFV) ist der bayerische Fecht-Landesfachverband mit Sitz im Haus des Sports in München. 
Am 20. Oktober 1907 wurde in Neu-Ulm der Vorläufer des heutigen Bayerischen Fechterverbands – der „Fechterverband der bayerischen Turnvereine“ – gegründet. Am 21. Dezember 1949, noch vor der offiziellen Genehmigung des Fechtsports durch die Alliierten, lud Ludwig Meider zu einer voraussichtlichen Gründungsversammlung nach Fürth ein. Am 21. März 1950 gab der Geschäftsführer der alliierten Hohen Kommission in einem Schreiben an das Bundeskanzleramt die Genehmigung, das Sportfechten wieder aufzunehmen. Der Verband ist seither die Dachorganisation aller Fechtvereine in Bayern.
Seit dem 1. Mai 2015 leitet Birgit Anzenberger als Präsidentin den Verband.